# ブリュノ・デュモン
ブリュノ・デュモン （Bruno Dumont, 1958年3月14日 - ） は、フランスの映画監督。

## 来歴
1958年3月14日、フランドル地方の町バイユールで生まれた。1993年の『Paris （パリ）』、1994年の『Marie et Freddy （マリーとフレディ）』の2本の短編映画を経て、1997年に『ジーザスの日々』で長編映画監督としてデビュー。自身の故郷バイユールを舞台に、無軌道に生きる青年の破滅へと向かう姿を描いた。同作は第50回カンヌ国際映画祭でカメラ・ドール特別賞を受賞。また、同年のジャン・ヴィゴ賞も受賞した。
1999年の『ユマニテ』は第52回カンヌ国際映画祭でグランプリを受賞。また、 主演した演技経験のない素人のエマニュエル・ショッテとセヴリーヌ・カネルにもそれぞれ男優賞と女優賞をもたらし、主要部門で三冠という快挙を達成した。2003年の『欲望の旅』は第60回ヴェネツィア国際映画祭のコンペティション部門に出品されたが、受賞は逃した。同作では初めて職業俳優が起用された。2006年の『フランドル』は第59回カンヌ国際映画祭で自身2度目となるグランプリを受賞した。2009年の『ハデウェイヒ』は第34回トロント国際映画祭のスペシャル・プレゼンテーション部門に出品され、国際映画批評家連盟賞を受賞した。2011年の『アウトサイド・サタン』は第64回カンヌ国際映画祭のある視点部門に出品された。また、同作は第1回サンジェルマン賞の最優秀フランス映画賞を受賞した。
2012年には俳優としてジョアナ・プライス監督の『Sibérie （シベリア）』などの作品に出演した。2013年、ジュリエット・ビノシュをカミーユ・クローデル役に起用し、初めて実在の人物を描いた『カミーユ・クローデル ある天才彫刻家の悲劇』が第63回ベルリン国際映画祭のコンペティション部門に出品され、ブリュッセル映画祭では審査員特別賞を受賞した。2014年、初のテレビシリーズとなった『P'tit Quinquin』を発表。第67回カンヌ国際映画祭の監督週間部門で特別上映され、同年の『カイエ・デュ・シネマ』誌の年間トップテンでは第1位に選出された。

## 人物と作風
ギリシャと西ドイツの哲学に造詣が深く、自身を無神論者としている。
デュモンの作品はアート映画として扱われるが、自身はとりわけ視覚芸術であると位置づけている。長回しや人物のクローズアップ、極端な感情が含まれるストーリーラインを用いる。また、多くの作品で演技経験のない素人を俳優として起用している。
好きな映画監督にスタンリー・キューブリック、イングマール・ベルイマン、ピエル・パオロ・パゾリーニ、ロベルト・ロッセリーニ、アッバス・キアロスタミの名を挙げている。自身はロベール・ブレッソンの後継者と言われている。
ティム・パーマーはデュモンの作品をクレール・ドニやマリア・ドゥ・ヴァン、ギャスパー・ノエ、ディアーヌ・ベルトラン、フランソワ・オゾンなどと共に現代のフランス映画として批評している。ジェームズ・クウァントはデュモンを含むこれらの映画監督を「ニュー・フレンチ・エクストレミティー （新しいフランスの最先端）」と称している。

## 監督作品
- Paris （1993年） 短編
- Marie et Freddy （1994年） 短編
- ジーザスの日々 La Vie de Jésus （1997年）
- ユマニテ L'Humanité （1999年）
- 欲望の旅 Twentynine Palms （2003年）
- フランドル Flandres （2006年）
- ハデウェイヒ Hadewijch （2009年）
- アウトサイド・サタン Hors Satan （2011年）
- カミーユ・クローデル ある天才彫刻家の悲劇 Camille Claudel 1915 （2013年）
- プティ・カンカン P'tit Quinquin （2014年）
- ジャネット Jeanette,l’enfance de Jeanne d’Arc （2017年）
- ジャンヌ Jeanne （2019年）